# Paul Rhode (Bibliothekar)
Paul Rhode (* 11. Februar 1856 in Königsberg i. Pr.; † 3. Dezember 1913 ebenda) war ein deutscher Bibliothekar und Archivar.

## Leben
Rhode studierte an der Albertus-Universität Königsberg Philologie. Er wurde 1875 aktiv in der Burschenschaft Gothia. Seine Doktorarbeit über die Literatur der Provence schrieb er bei Hermann Suchier an der Friedrichs-Universität Halle. Dort wurde er zum Dr. phil. promoviert. Seine weiteren Schriften befassen sich mit der Geschichte Königsbergs. Am bekanntesten wurde sein Buch über Königsbergs Stadtverwaltung. Er war an der Stadtbibliothek Königsberg tätig und wurde 1912 zum Bibliotheksrat ernannt.
Im  Vorwort zur Geschichte des Corps Masovia (1930) schreibt Eduard Loch:

„Die beste und eingehendste Darstellung des ganzen akademischen Verbindungswesens im vorigen Jahrhundert, auf sorgfältigsten Quellenstudien kritisch aufgebaut, bietet die Festschrift zum 50jährigen Stiftungsfeste der Burschenschaft Gothia 1904 von Dr. Paul Rhode und von demselben Verfasser 1905: Das akademische Verbindungswesen an der Albertina.“

## Veröffentlichungen
- mit Hermann Suchier: Denkmäler provenzalischer Literatur und Sprache. Königsberg 1883; Nachdruck 2017.[4]
- Festschrift zum 50-jährigen Stiftungsfeste der Burschenschaft Gothia. Königsberg 1904.
- Königsbergs Stadtverwaltung einst und jetzt. Königsberg 1908
- mit August Seraphim: Handschriftenkatalog der Stadtbibliothek Königsberg i. Pr. Königsberg 1909.